# Малая Сага
Малая Сага (Горява) — река в России, протекает по Кондинскому району Ханты-Мансийского АО. Начинается в озере Сагинский Сор. Устье реки находится в 9 км по левому берегу реки Большая Сага на высоте 31 м над уровнем моря. Длина реки составляет 11 км.

## Данные водного реестра
По данным государственного водного реестра России относится к Иртышскому бассейновому округу, водохозяйственный участок реки — Конда, речной подбассейн реки — Конда. Речной бассейн реки — Иртыш.
Код объекта в государственном водном реестре — 14010600112115300017907.